# José Joaquín Agulló y Ramón

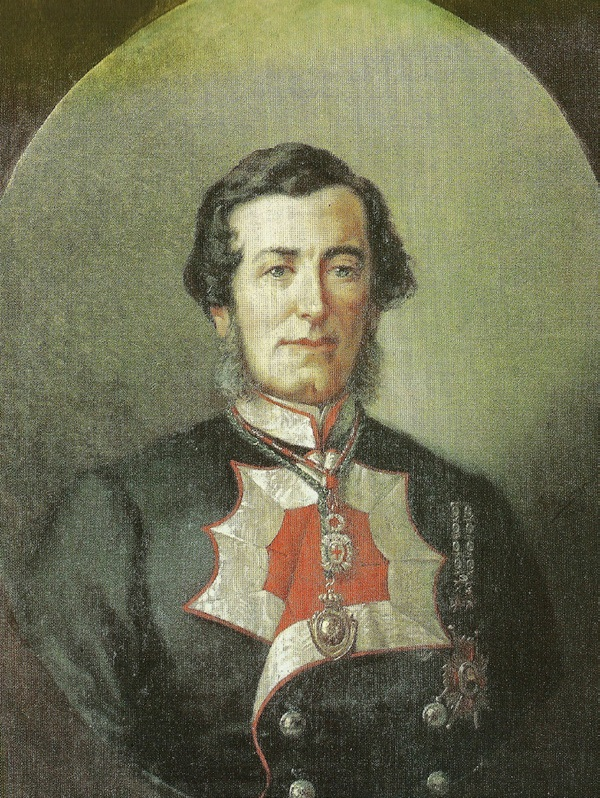
Salustiano Asenjo, Retrato de José Agulló Ramón, conde de Ripalda. Óleo sobre lienzo, 85 x 67 cm, Valencia, Real Academia de Bellas Artes de San Carlos.

José Joaquín Agulló Ramón de Sentís, conde de Ripalda, marqués de Campo Salinas y barón de Tamarit (Valencia, 1810-1876), diputado en el Congreso por el distrito de Nules (Castellón) en la legislatura de 1850/51, senador vitalicio de 1864 a 1868, ministro de Agricultura, Industria y Comercio en 1865, fue presidente de la Academia de Bellas Artes de San Carlos de Valencia y fundador con Nicasio Landa de la Cruz Roja Española.
Hijo de José María Agulló y de Vicenta Ramón, con raíces navarras, fue bautizado en la iglesia parroquial de San Antonio de Valencia el 18 de agosto de 1810. Casado (1857) con María Josefa Paulín de la Peña. Propietario de fincas agrícolas en Alfafar dedicadas al cultivo del cáñamo, colaboró en el Boletín enciclopédico de la Real Sociedad Económica Valenciana de Amigos del País, de la que era miembro, con artículos de materias agronómicas, de las que se ocupó también en escritos como la Memoria sobre la necesidad de una ley que regle definitivamente los intereses de los propietarios de aguas presentada a la Sociedad Económica de Valencia (1842), o la Cartilla agrícola del labrador de la huerta valenciana (1845).
En representación de la Orden Hospitalario de los Caballeros de San Juan de Jerusalén y junto con el médico navarro Nicasio Landa asistió en Ginebra a las reuniones del comité internacional convocado por Henry Dunant de las que surgiría el Convenio de Ginebra para mejorar la suerte que corren los militares heridos de los ejércitos en campaña, del que España sería uno de los primeros firmantes y que daría lugar a la fundación de la Cruz Roja Internacional y, poco después, el 6 de julio de 1864, a la creación de la Sección Española de la Asociación Internacional de Socorros a Heridos en Campaña de Mar y Tierra, primera denominación de lo que sería luego la Cruz Roja Española.
Fue también Caballero maestrante de Valencia, con cuyo uniforme lo retrató Salustiano Asenjo, y socio del Liceo Valenciano. En su órgano de comunicación de igual título (1838-1842) publicó dos trabajos dedicados al arte valenciano: «Brevísima descripción de la Biblioteca de la Universidad de Valencia» y «Descripción del antiguo salón de la Diputación del Reino de Valencia».  Miembro de la Junta Provincial de Monumentos, fue asimismo el primer presidente efectivo de la Real Academia de San Carlos de Valencia tras su remodelación, designado en febrero de 1850.